# Temporada 2026 de MotoGP
La temporada 2026 de MotoGP será la 78.ª edición de la categoría principal del Campeonato del Mundo de Motociclismo.

## Calendario
El calendario provisional fue anunciado el 24 de julio de 2025.
| Ronda                                        | Gran Premio                            | Circuito                                                | Fecha                        |
| -------------------------------------------- | -------------------------------------- | ------------------------------------------------------- | ---------------------------- |
| 1                                            | Gran Premio de Tailandia               | Circuito Internacional de Chang, Buriram                | 27 de febrero-1 de marzo     |
| 2                                            | Gran Premio de Brasil                  | Autódromo Internacional Ayrton Senna, Goiânia           | 20-22 de marzo               |
| 3                                            | Gran Premio de las Américas            | Circuito de las Américas, Austin                        | 27-29 de marzo               |
| 4                                            | Gran Premio de Catar                   | Circuito Internacional de Losail, Lusail                | 10-12 de abril               |
| 5                                            | Gran Premio de España                  | Circuito de Jerez, Jerez de la Frontera                 | 24-26 de abril               |
| 6                                            | Gran Premio de Francia                 | Circuito de Bugatti, Le Mans                            | 8-10 de mayo                 |
| 7                                            | Gran Premio de Cataluña                | Circuito de Barcelona-Cataluña, Montmeló                | 15-17 de mayo                |
| 8                                            | Gran Premio de Italia                  | Autódromo Internacional del Mugello, Scarperia          | 29-31 de mayo                |
| 9                                            | Gran Premio de Hungría                 | Circuito de Balaton Park, Balatonfőkajár                | 5-7 de junio                 |
| 10                                           | Gran Premio de la República Checa      | Autódromo de Brno, Brno                                 | 19-21 de junio               |
| 11                                           | Gran Premio de los Países Bajos        | Circuito de Assen, Assen                                | 26-28 de junio               |
| 12                                           | Gran Premio de Alemania                | Sachsenring, Hohenstein-Ernstthal                       | 10-12 de julio               |
| 13                                           | Gran Premio de Gran Bretaña            | Circuito de Silverstone, Silverstone                    | 7-9 de agosto                |
| 14                                           | Gran Premio de Aragón                  | Motorland Aragón, Alcañiz                               | 28-30 de agosto              |
| 15                                           | Gran Premio de San Marino              | Misano World Circuit Marco Simoncelli, Misano Adriatico | 11-13 de septiembre          |
| 16                                           | Gran Premio de Austria                 | Red Bull Ring, Spielberg                                | 18-20 de septiembre          |
| 17                                           | Gran Premio de Japón                   | Mobility Resort Motegi, Motegi                          | 2-4 de octubre               |
| 18                                           | Gran Premio de Indonesia               | Circuito Urbano Internacional de Mandalika, Lombok      | 9-11 de octubre              |
| 19                                           | Gran Premio de Australia               | Circuito de Phillip Island, Isla Phillip                | 23-25 de octubre             |
| 20                                           | Gran Premio de Malasia                 | Circuito Internacional de Sepang, Sepang                | 30 de octubre-1 de noviembre |
| 21                                           | Gran Premio de Portugal                | Autódromo Internacional do Algarve, Portimão            | 13-15 de noviembre           |
| 22                                           | Gran Premio de la Comunidad Valenciana | Circuito Ricardo Tormo, Valencia                        | 20-22 de noviembre           |
| Notas: Actualizado al 24 de julio de 2025 1. |                                        |                                                         |                              |

### Cambios en el calendario
- El Gran Premio de Brasil vuelve al calendario, tras disputarse por última vez en 1992. Además será la primera carrera en suelo brasileño desde Gran Premio de Río de Janeiro de 2004.
- Tras volver al calendario en 2025, el Gran Premio de Argentina desaparece del calendario de 2026, aunque volverá en 2027 cambiando su sede al Autódromo Oscar y Juan Gálvez.[2]
- Los Grandes Premios de Cataluña y Aragón intercambian sus fechas, el de Austria se mueve a septiembre, el de Gran Bretaña se traslada a agosto y los Grandes Premios de Hungría y República Checa se adelantan a junio.

## Equipos y pilotos en MotoGP

### Pilotos participantes
| Equipos de fábrica                | Equipos de fábrica | Equipos de fábrica      | Equipos de fábrica | Equipos de fábrica    | Equipos de fábrica |
| Equipo                            | Constructor        | Moto                    | N.º                | Piloto                | Rondas             |
| --------------------------------- | ------------------ | ----------------------- | ------------------ | --------------------- | ------------------ |
| Aprilia Racing                    | Aprilia            | Aprilia RS-GP25         | 72                 | Marco Bezzecchi       | TBA                |
| Aprilia Racing                    | Aprilia            | Aprilia RS-GP25         | 89                 | Jorge Martín          | TBA                |
| Ducati Lenovo Team                | Ducati             | Ducati Desmosedici GP26 | 63                 | Francesco Bagnaia     | TBA                |
| Ducati Lenovo Team                | Ducati             | Ducati Desmosedici GP26 | 93                 | Marc Márquez          | TBA                |
| Honda HRC Castrol                 | Honda              | Honda RC213V            | 10                 | Luca Marini           | TBA                |
| Honda HRC Castrol                 | Honda              | Honda RC213V            | 36                 | Joan Mir              | TBA                |
| Red Bull KTM Factory Racing       | KTM                | KTM RC16                | 33                 | Brad Binder           | TBA                |
| Red Bull KTM Factory Racing       | KTM                | KTM RC16                | 37                 | Pedro Acosta          | TBA                |
| Monster Energy Yamaha MotoGP      | Yamaha             | Yamaha YZR-M1           | 20                 | Fabio Quartararo      | TBA                |
| Monster Energy Yamaha MotoGP      | Yamaha             | Yamaha YZR-M1           | 42                 | Álex Rins             | TBA                |
| Equipos independientes            |                    |                         |                    |                       |                    |
| Equipo                            | Constructor        | Moto                    | N.º                | Piloto                | Rondas             |
| Trackhouse MotoGP Team            | Aprilia            | Aprilia RS-GP           | 25                 | Raúl Fernández        | TBA                |
| Trackhouse MotoGP Team            | Aprilia            | Aprilia RS-GP           | 79                 | Ai Ogura              | TBA                |
| Pertamina Enduro VR46 Racing Team | Ducati             | Ducati Desmosedici GP25 |                    |                       | TBA                |
| Pertamina Enduro VR46 Racing Team | Ducati             | Ducati Desmosedici GP26 | 49                 | Fabio Di Giannantonio | TBA                |
| BK8 Gresini Racing MotoGP         | Ducati             | Ducati Desmosedici GP25 | 54                 | Fermín Aldeguer       | TBA                |
| BK8 Gresini Racing MotoGP         | Ducati             | Ducati Desmosedici GP25 | 73                 | Álex Márquez          | TBA                |
| LCR Honda Castrol                 | Honda              | Honda RC213V            |                    |                       | TBA                |
| LCR Honda IDEMITSU                | Honda              | Honda RC213V            |                    |                       | TBA                |
| Red Bull KTM Tech3                | KTM                | KTM RC16                | 12                 | Maverick Viñales      | TBA                |
| Red Bull KTM Tech3                | KTM                | KTM RC16                | 23                 | Enea Bastianini       | TBA                |
| Prima Pramac Yamaha               | Yamaha             | Yamaha YZR-M1           | TBA                | Toprak Razgatlıoğlu   | TBA                |
| Prima Pramac Yamaha               | Yamaha             | Yamaha YZR-M1           | 88                 | Miguel Oliveira       | TBA                |

| Leyenda             |
| ------------------- |
| Piloto regular      |
| Piloto novato       |
| Piloto invitado     |
| Piloto de reemplazo |

#### Cambios de pilotos
- Los pilotos Jack Miller, Johann Zarco, Franco Morbidelli y Somkiat Chantra terminan contrato a final de la temporada 2025. De momento no se ha anunciado la renovación de ninguno de ellos o su fichaje por otro equipo.
- El campeón del mundo de Superbikes 2021 y 2024, Toprak Razgatlıoğlu, firma con Pramac Racing para montar una Yamaha en MotoGP, fábrica con la que ganó su primer título de Superbikes.[19]